# Aghoratt
Aghoratt est une commune rurale de Mauritanie, située dans le département de Kiffa de la région de l'Assaba.

## Géographie
La commune d'Aghoratt est située à 50 km à l'est de Kiffa.